# Hussain Fadhel
Hussain Fadhel (Kuwait, Kuwait, 9 de octubre de 1984) es un exfutbolista kuwaití que jugaba en la posición de defensa central.

## Carrera

### Club
| Periodo   | Club                   | Apariciones | Goles |
| --------- | ---------------------- | ----------- | ----- |
| 2003-2017 | Qadsia SC              | 114         | 7     |
| 2013–2016 | → Al-Wahda FC (cedido) | 33          | 2     |

### Selección nacional
Jugó para Kuwait en 55 ocasiones de 2008 a 2015 y anotó cuatro goles; participó en dos ediciones de la Copa Asiática.

## Logros
- Liga Premier de Kuwait (6): 2003–04, 2004–05, 2008–09, 2009–10, 2010–11, 2011–12
- Copa del Emir de Kuwait (5): 2003–04, 2006–07, 2009–10, 2011–12, 2012–13
- Copa de la Corona de Kuwait (5): 2004, 2005, 2006, 2009, 2012–13
- Supercopa de Kuwait (3): 2009, 2011, 2013
- Copa Federación de Kuwait (4): 2007–08, 2008–09, 2010–11, 2012–13
- Copa Al-Khurafi (1): 2005-06
- Copa de Clubes Campeones del Golfo (1): 2005
- Copa de Liga de los Emiratos Árabes Unidos (1): 2015-16

## Estadísticas

### Goles con selección nacional
| No | Sede                 | Rival         | Resultado | Torneo                                               |
| -- | -------------------- | ------------- | --------- | ---------------------------------------------------- |
| 1. | Amán, Jordania       | Irak          | 2–0       | Amistoso                                             |
| 2. | Kuwait City, Kuwait  | Corea del Sur | 1–1       | Clasificación para la Copa Mundial de Fútbol de 2014 |
| 3. | Bangkok, Tailandia   | Tailandia     | 3–1       | Clasificación para la Copa Asiática 2015             |
| 4. | Melbourne, Australia | Australia     | 1–4       | Copa Asiática 2015                                   |